# Cité de la musique

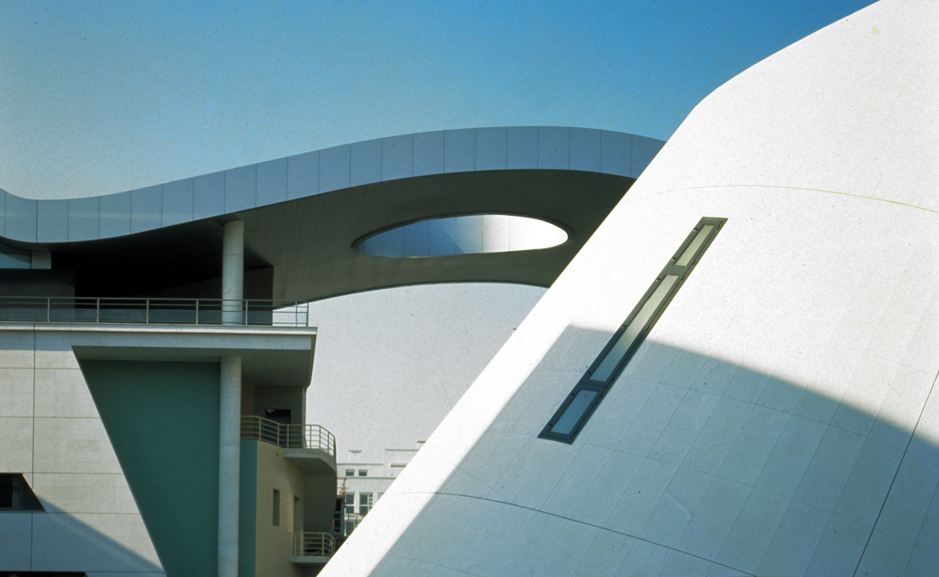
Blick auf Gebäudeteile der Cité de la musique

Die Cité de la musique (französisch, „Stadt der Musik“) ist ein Ensemble von Institutionen, die der Musik gewidmet sind. Sie ist Teil des Parc de la Villette – gelegen im Viertel La Villette, im 19. Arrondissement von Paris. Sie wurde vom Architekt Christian de Portzamparc erbaut und 1995 eingeweiht.

## Gebäudeensemble, Institutionen
Zur Cité de la Musique gehören:
- ein Amphitheater
- ein Konzertsaal für 800 bis 1000 Zuschauer
- ein Musikinstrumentenmuseum (Musée de la Musique)
- Ausstellungsräume
- Atelierräume
- Raum für wichtige Dokumentationen

Die Cité de la musique betreibt außerdem die traditionsreiche Salle Pleyel im 8. Pariser Arrondissement.

## Musée de la musique

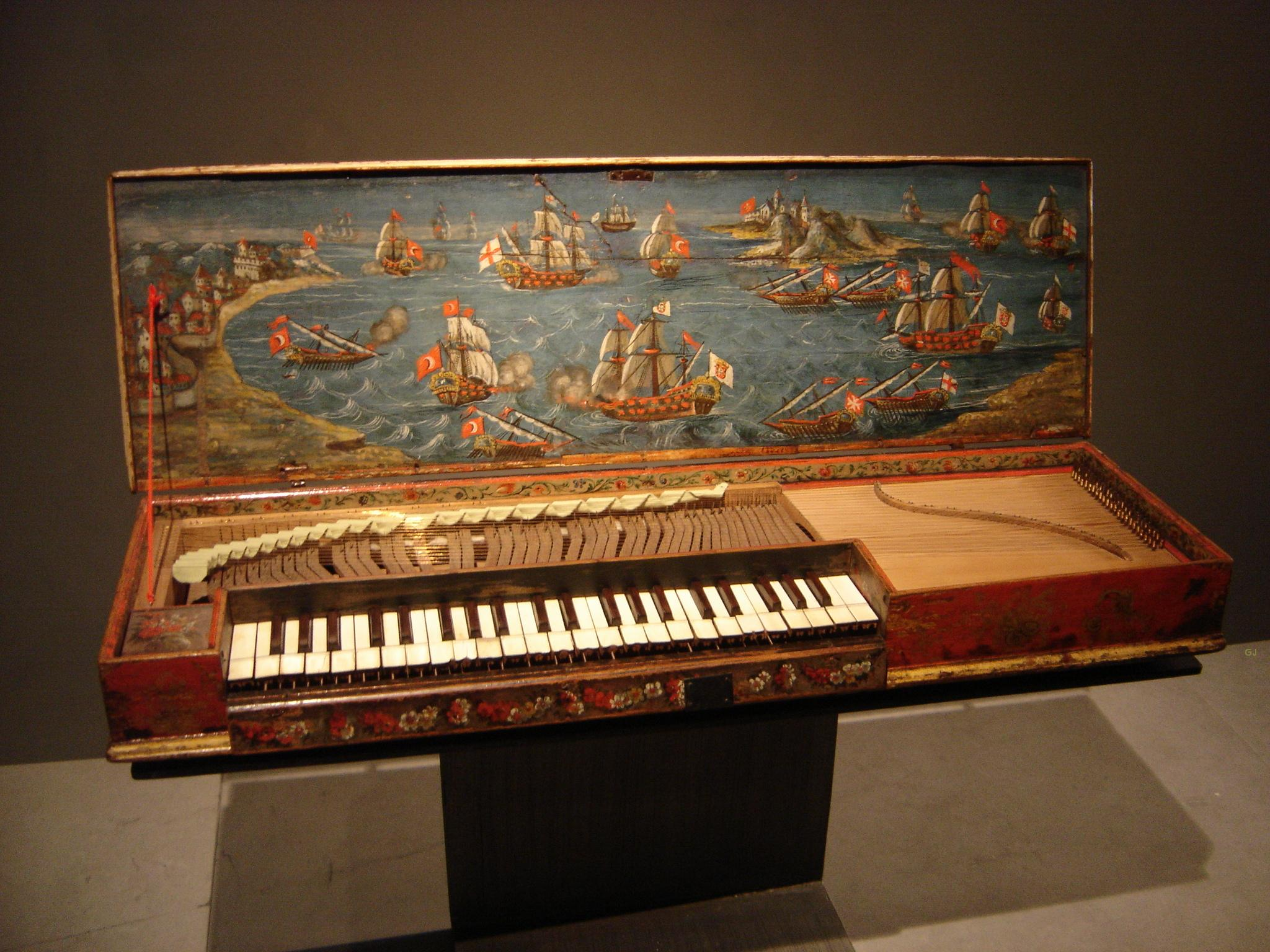
Clavichord Lépante, möglicherweise 16. Jahrhundert, Italien

Das „Museum der Musik“ zeigt eine Sammlung von Hunderten von Musikinstrumenten, gesammelt vom Conservatoire de Paris. Es sind hauptsächlich europäische Musikinstrumente der klassischen und populären Musik des 17. Jahrhunderts bis heute ausgestellt: Lauten, Violinen aus Italien (von Antonio Stradivari und Guarneri, Nicolò Amati), französische und flämische Cembali, Klaviere der französischen Klavierbauer Sébastien Érard und Ignaz Pleyel, Saxophone von Adolphe Sax usw.
Die Musikinstrumente sind nach Epochen und Typ ausgestellt. Über Kopfhörer, die man am Eingang bekommt, können Besucher Kommentare zu den Instrumenten und darauf gespielte Musik hören.

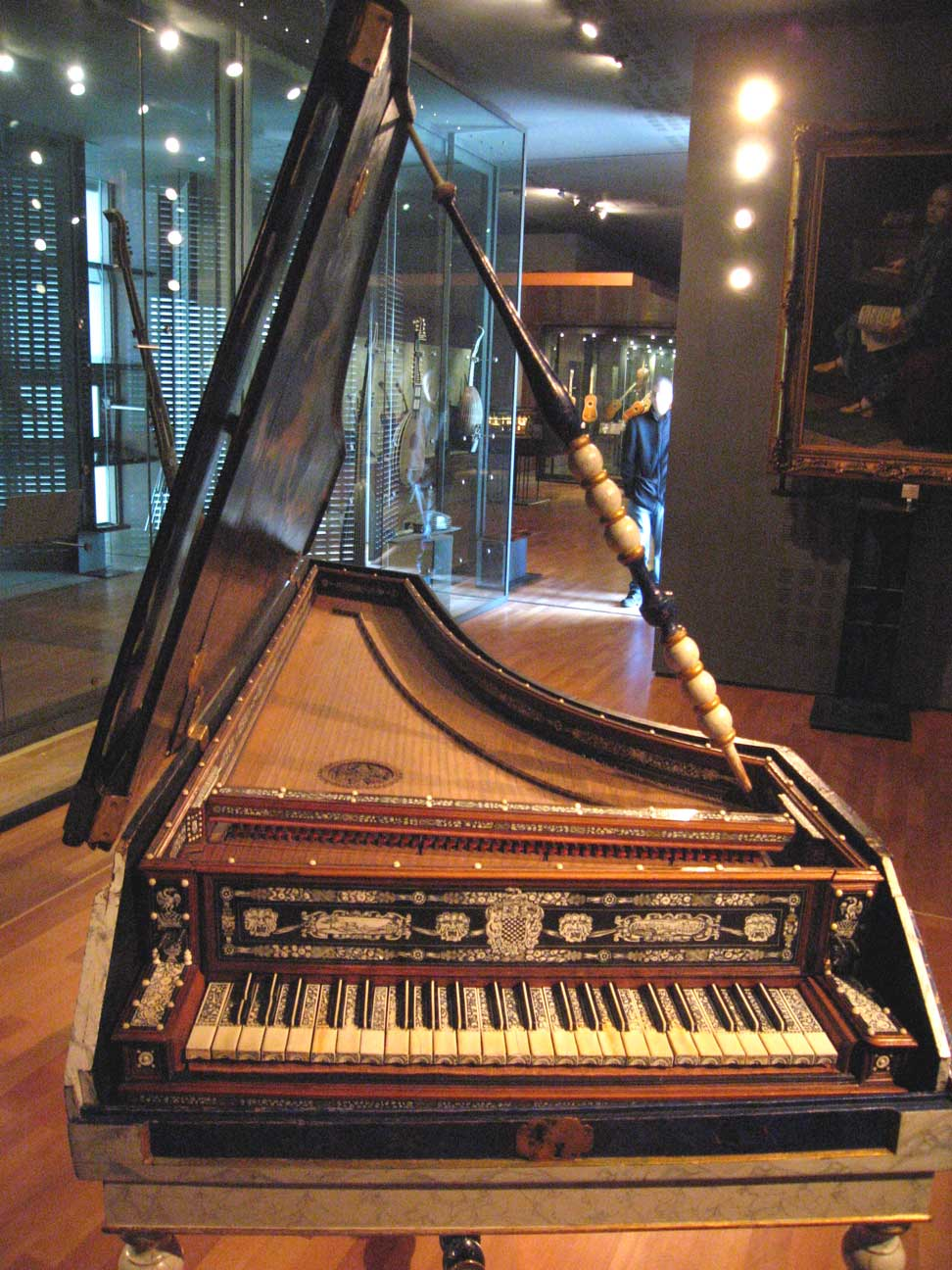
Cembalo, 1677, Bologna, Italien
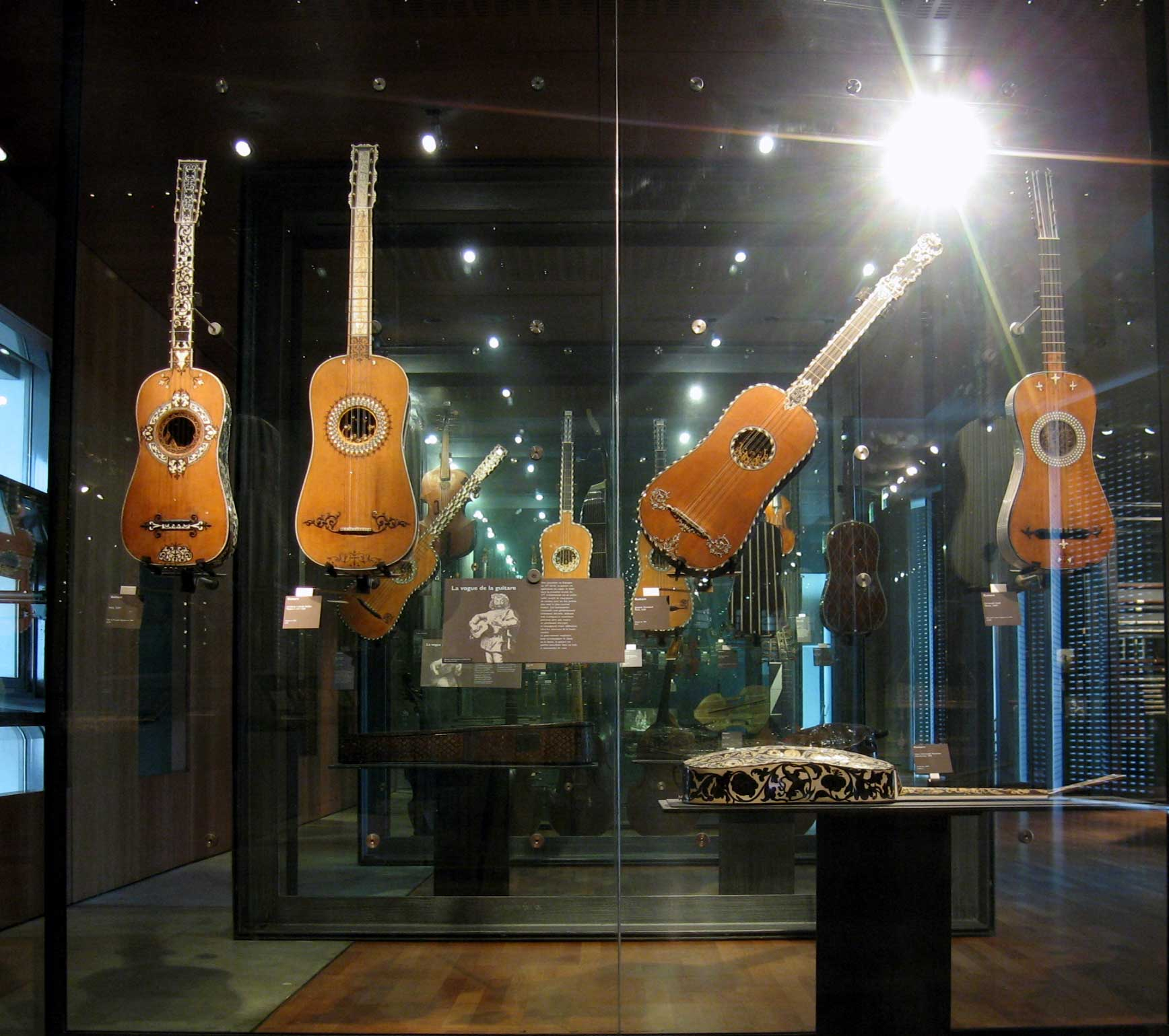
Gitarren (17. Jh.)
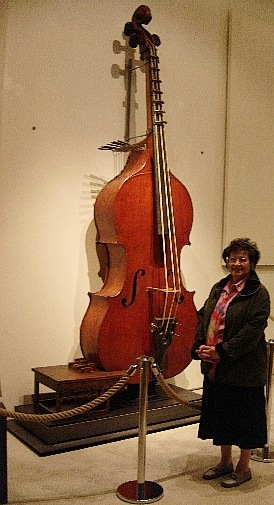
Oktobass, Vuillaume (19. Jh.)

## Pariser Philharmonie
Die Pariser Philharmonie, ein großer Saal für Symphoniekonzerte mit 2400 Plätzen, dessen Bau sich immer wieder verzögerte, wurde am 14. Januar 2015 eröffnet. Architekt ist Jean Nouvel.
Ab 2015 baute die Orgelbaufirma Rieger eine neue Orgel für den großen Saal. Das Instrument wurde 2016 fertiggestellt und hat 91 Register auf vier Manualwerken und Pedal.
| I Grand Orgue C–c4     |       |
| Montre                 | 16′   |
| Violon                 | 16′   |
| Montre                 | 8′    |
| Viole de Gambe         | 8′    |
| Flûte harmonique       | 8′    |
| Gemshorn               | 8′    |
| Prestant               | 4′    |
| Salicional             | 4′    |
| Quinte                 | 2 ⁄3′ |
| Doublette              | 2′    |
| Grande Fourniture V-VI | 2′    |
| Cymbale IV-V           | 1′    |
| Cornet V               | 8′    |
| Bombarde               | 16′   |
| Trompette              | 8′    |
| Clairon                | 4′    |

| II Positif expressif C–c4 |        |
| Bourdon                   | 16′    |
| Principal                 | 8′     |
| Salicional                | 8′     |
| Flûte harmonique          | 8′     |
| Bourdon                   | 8′     |
| Unda maris                | 8′     |
| Prestant                  | 4′     |
| Flûte                     | 4′     |
| Nazard                    | 2 ⁄3′  |
| Doublette                 | 2′     |
| Tierce                    | 1 3⁄5′ |
| Larigot                   | 1 ⁄3′  |
| Septième                  | 1 ⁄7′  |
| Piccolo                   | 1′     |
| Plein Jeu IV              | 1 ⁄3′  |
| Basson                    | 16′    |
| Trompette                 | 8′     |
| Cromorne                  | 8′     |
| Tremblant                 |        |

| III Récit expressif C–c4 |        |
| Quintaton                | 16′    |
| Diapason                 | 8′     |
| Viole de Gambe           | 8′     |
| Flûte harmonique         | 8′     |
| Bourdon                  | 8′     |
| Voix céleste             | 8′     |
| Eoline                   | 8′     |
| Viole                    | 4′     |
| Flûte octaviante         | 4′     |
| Nazard harmonique        | 2 ⁄3′  |
| Octavin                  | 2′     |
| Tierce harmonique        | 1 3⁄5′ |
| Fourniture V             | 1′     |
| Bombarde                 | 16′    |
| Trompette                | 8′     |
| Clairon                  | 4′     |
| Basson Hautbois          | 8′     |
| Voix humaine             | 8′     |
| Trémolo                  |        |

| IV Solo expressif C–c4 |     |
| Principal              | 8′  |
| Flûte harmonique       | 8′  |
| Gambe                  | 8′  |
| Voix céleste           | 8′  |
| Principal              | 4′  |
| Flûte                  | 4′  |
| Plein Jeu IV           | 2′  |
| Cor anglais            | 8′  |
| Tuba                   | 8′  |
| Chamade                | 16′ |
| Chamade                | 8′  |
| Chamade                | 4′  |

| Résonnance CC–c4 |        |
| Bourdon          | 16′    |
| Flûte            | 8′     |
| Quinte           | 5 1⁄3′ |
| Flûte ouverte    | 4′     |
| Tierce           | 3 1⁄5′ |
| Clarinette       | 8′     |
| Trompette        | 8′     |
| Clairon          | 4′     |

| Pedale C–g1    |         |
| Contrebasse    | 32′     |
| Soubasse       | 32′     |
| Contrebasse    | 16′     |
| Violonbasse    | 16′     |
| Montre         | 16′     |
| Violon         | 16′     |
| Bourdon        | 16′     |
| Quinte         | 10 2⁄3′ |
| Principal      | 8′      |
| Flûte          | 8′      |
| Bourdon        | 8′      |
| Tierce         | 6 2⁄5′  |
| Flûte          | 4′      |
| Contrebombarde | 32′     |
| Bombarde       | 16′     |
| Trombone       | 16′     |
| Trompette      | 8′      |
| Clairon        | 4′      |
| Clarinette     | 16′     |

- Koppeln
  - Normalkoppeln: II/I, III/I, III/II, IV/I, IV/II, IV/III, I/P, II/P, III/P, IV/P
  - Résonnance-Koppeln:  an I, an IV, an P
  - Suboktavkoppeln: I/I, II/I, II/II, III/I, III/II, III/III, IV/I, IV/II, IV/III, IV/IV
  - Superoktavkoppeln: IV/IV, I/P, II/P, III/P, IV/P

## Ausstellungen
- 2007: Christian Marclay: Replay[3]
- 2011: Lénine, Staline et la Musique (Lenin, Stalin und die Musik), im Museum des Cité. Es gab einen französischsprachigen Katalog.